# Darussalam-Klasse
Die Darussalam-Klasse ist eine Klasse von vier Hochsee-Patrouillenbooten der Royal Brunei Navy. Diese sind die größten und flexibelsten Schiffe der Royal Brunei Navy, die oft an internationalen Übungen und Vorführungen teilnehmen.

## Entwicklung

### Vorgeschichte:Nakhoda-Ragam-Vertragsstreitigkeiten
Zunächst waren drei Korvetten der Nakhoda-Ragam-Klasse von BAE Systems Marine (heute BAE Systems Maritime – Naval Ships) für die Royal Brunei Navy gebaut worden. Der Vertrag war 1995 an GEC-Marconi vergeben worden und die Schiffe, eine Variante der F2000, liefen im Januar 2001, Juni 2001 und Juni 2002 in der Werft der damaligen BAE Systems Marine in Scotstoun, Glasgow, vom Stapel. Brunei weigerte sich aber, die drei Korvetten der Nakhoda-Ragam-Klasse von BAE Systems abzunehmen. Die Vertragsstreitigkeiten wurden in einem Schiedsverfahren zugunsten von BAE System beigelegt. Die Schiffe wurden im Juni 2007 an die Royal Brunei Technical Services ausgehändigt. Brunei beauftragte die deutsche Lürssen-Werft, einen neuen Kunden für die drei Schiffe zu finden, und diese wurden schließlich zu jeweils einem Fünftel des ursprünglichen Stückpreises von der indonesischen Marine gekauft.

### Bau
Brunei bestellte die Hochseepatrouillenboote der Darussalam-Klasse bei Lürssen, nachdem diese Werft die Korvetten der Nakhoda-Ragam-Klasse verkauft hatte. Die ersten beiden Schiffe wurden im Januar 2011 geliefert. Das zweite Los mit zwei weiteren Schiffen wurde 2014 geliefert.

## Schiffe der Klasse
| Kennung | Name           | Bauwerft                           | Stapellauf    | Indienststellung | Bemerkungen                                                |
| ------- | -------------- | ---------------------------------- | ------------- | ---------------- | ---------------------------------------------------------- |
| 06      | KDB Darussalam | Fr. Lürssen Werft, Bremen-Vegesack |               | 7. Mai 2011      | aktiv                                                      |
| 07      | KDB Darulehsan | Fr. Lürssen Werft, Bremen-Vegesack |               | 7. Mai 2011      | aktiv                                                      |
| 08      | KDB Darulaman  | Fr. Lürssen Werft, Bremen-Vegesack | 12. Nov. 2010 | 12. Aug. 2011    | aktiv                                                      |
| 09      | KDB Daruttaqwa | Fr. Lürssen Werft, Bremen-Vegesack |               | 8. Sep. 2014     | aktiv, das 57-mm-Geschütz wurde durch eine MLG 27 ersetzt. |

## Fotos

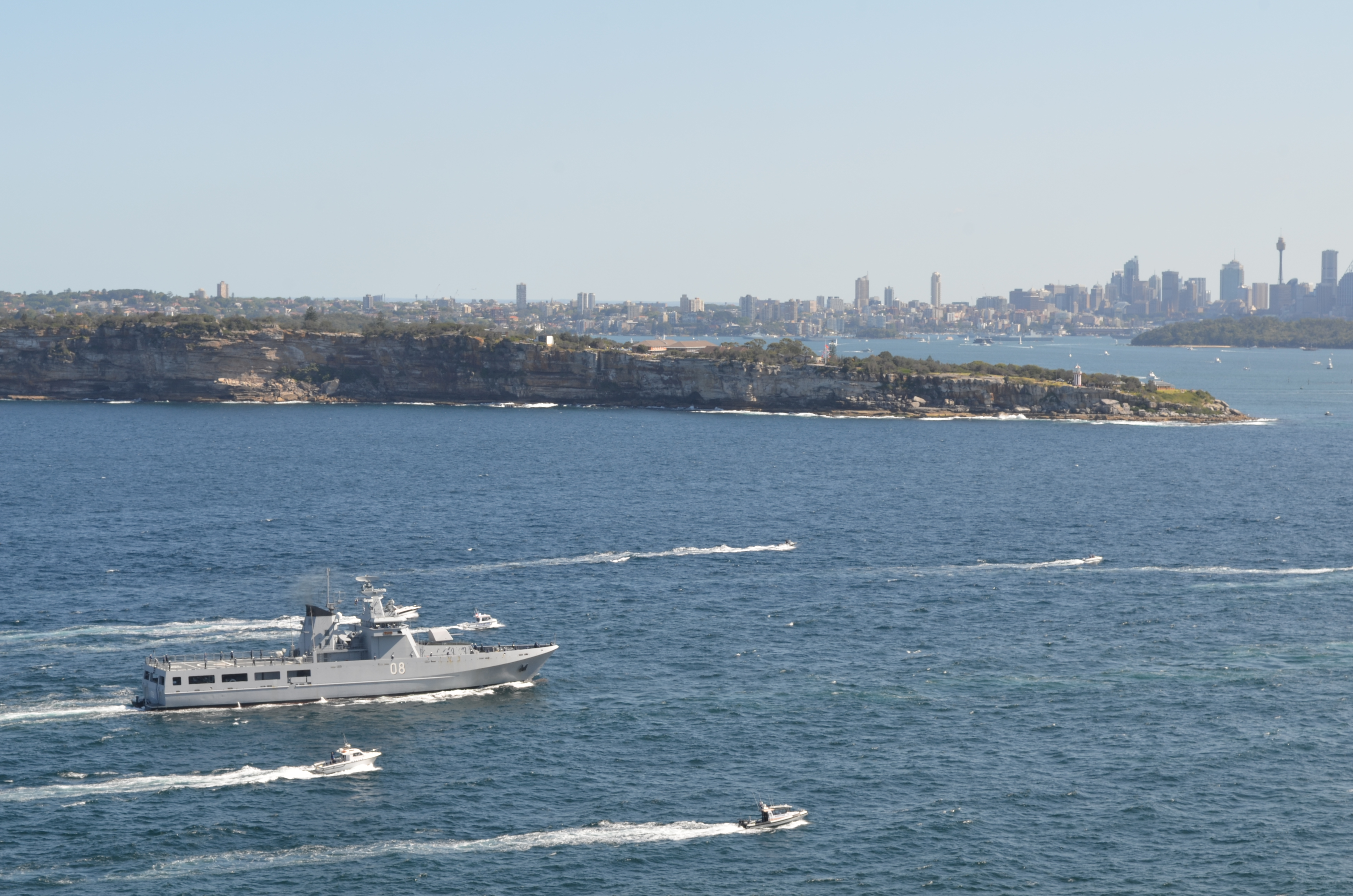
Darulaman bei der Sydney International Fleet Review 2013
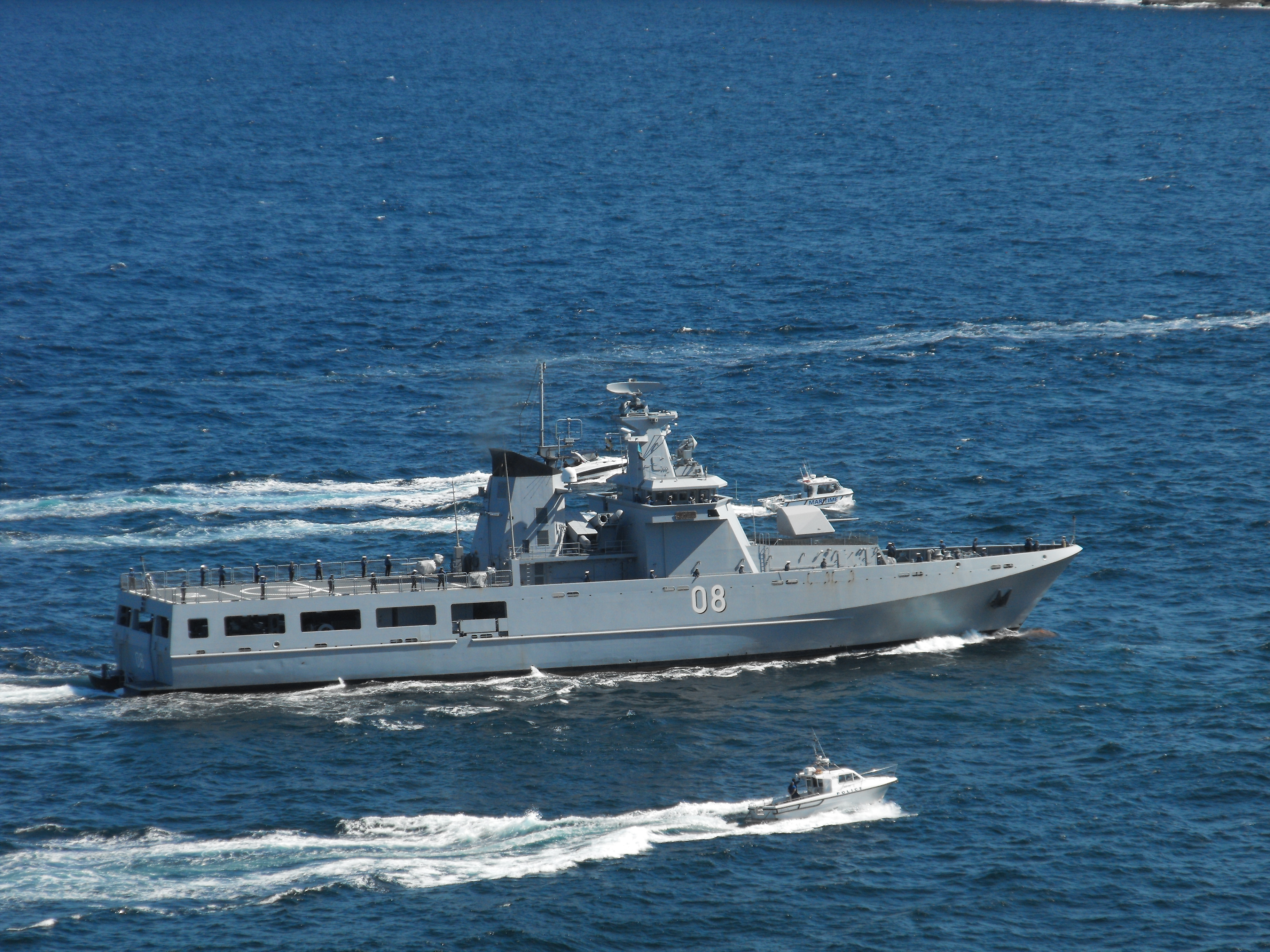
Darulaman bei der Sydney International Fleet Review 2013
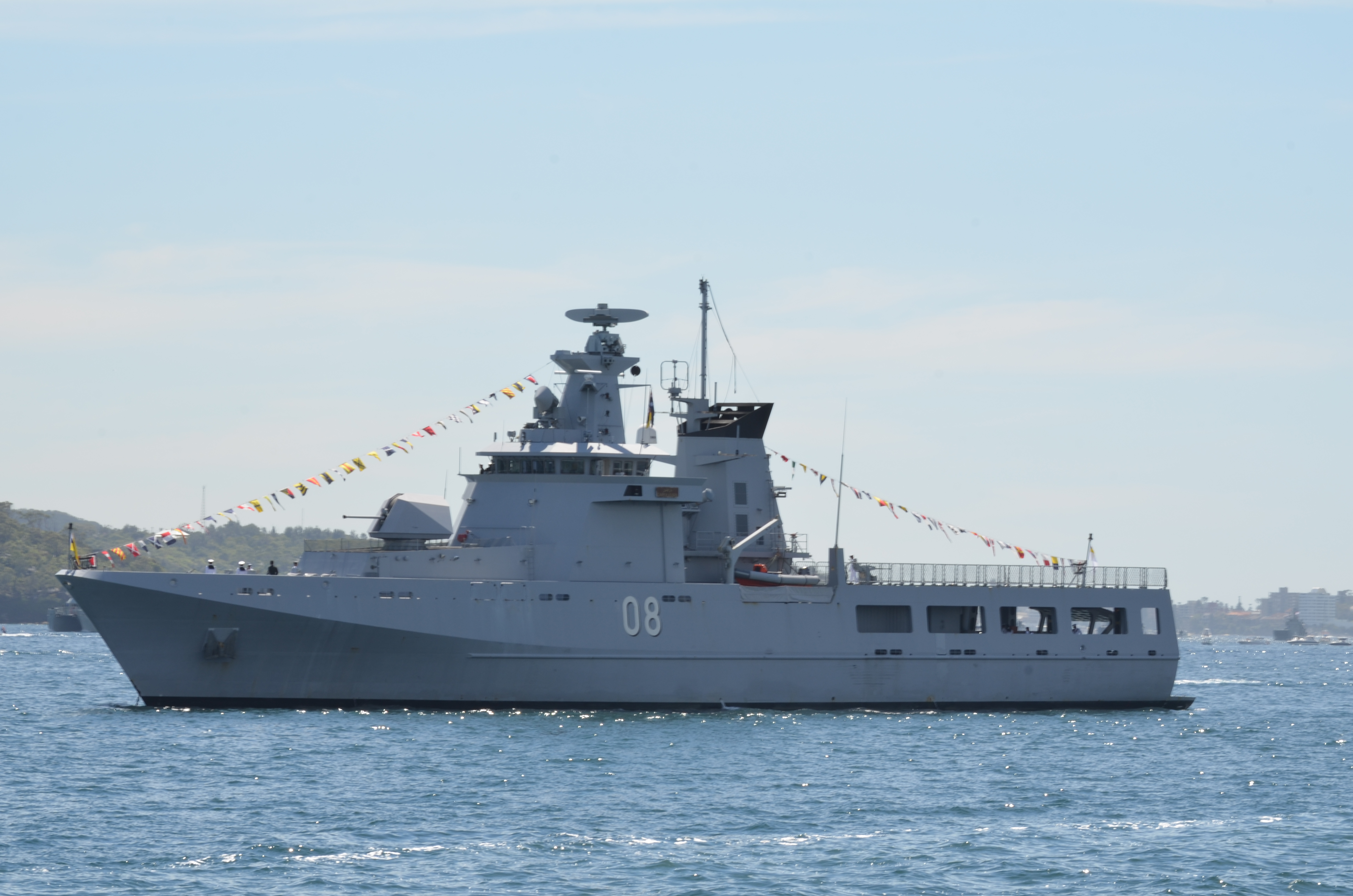
Darulaman, über die Toppen geflaggt
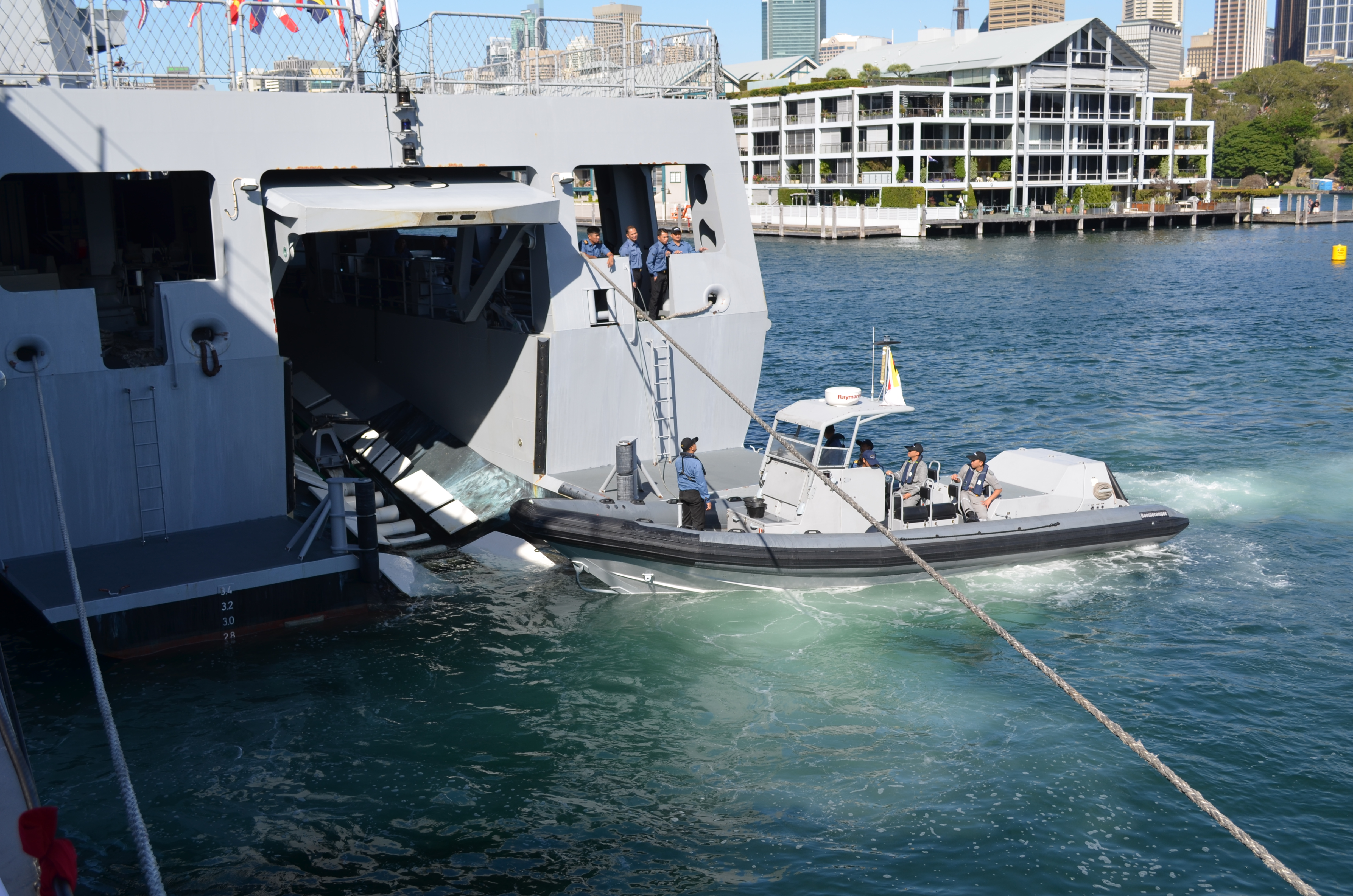
Festrumpfschlauchboot der Darulaman
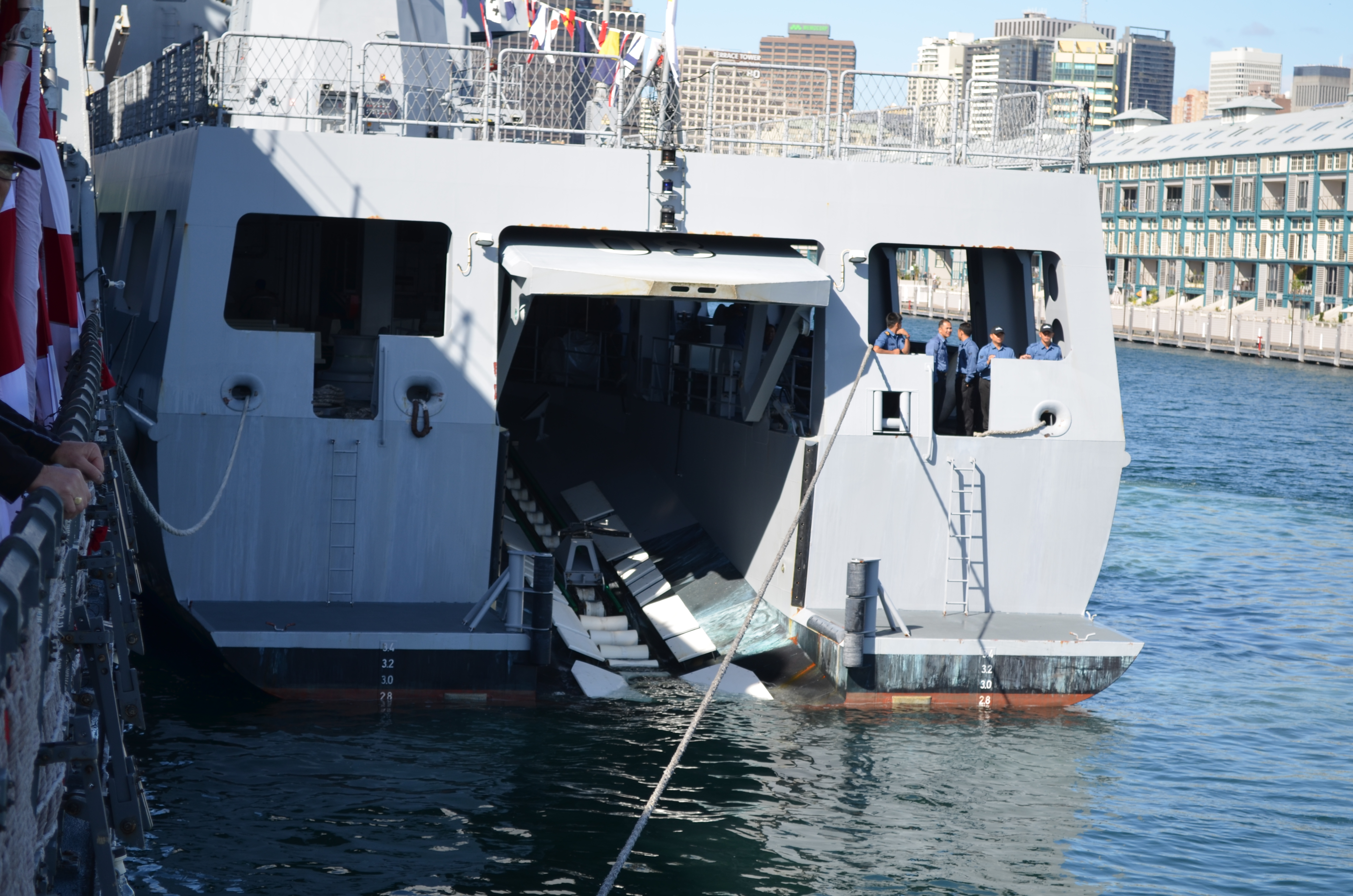
Tochterbootsrampe der Darulaman